# Cistaceae

## Introdução
A família Cistaceae é composta por um grupo diverso de plantas, que pode ser subdividido em oito gêneros. Entre os principais representantes dessa família, destacam-se Helianthemum, com cerca de 116 espécies distribuídas por várias partes do mundo, incluindo Europa, América do Norte, América do Sul, África, Ásia temperada e tropical; Lechea, que conta com 18 espécies localizadas principalmente no leste da América do Norte e América do Sul; e Cistus, um dos gêneros mais estudados, com 44 espécies e 6 híbridos, encontrados em regiões como Europa, Norte da África e América do Norte. Além desses, a família inclui outros gêneros como Hudsonia, Pakaraimaea, Tuberaria, Crocanthemum e Fumana, que apresentam distribuição geográfica variada, abrangendo desde a América do Norte e América do Sul até a África e Ásia temperada.
Em termos morfológicos, as plantas da Cistaceae podem variar de ervas pequenas a arbustos maiores, raramente sendo lianas. Suas folhas são simples, podendo se dispor de forma alternada, oposta ou em verticilos, e as flores, geralmente discretas, podem se organizar em inflorescências do tipo racemo. Essas plantas apresentam flores bissexuadas, com simetria radial ou bilateral, e frutos do tipo cápsula que se abrem quando maduros para liberar as sementes.
A família Cistaceae tem uma rica história evolutiva que remonta ao período Cretáceo, com uma diversificação significativa em áreas de clima mediterrâneo e subtropical. Essa adaptação a diferentes ecossistemas e condições climáticas, como solos áridos e pedregosos, reflete a grande capacidade de adaptação dessas plantas. No Brasil, a única espécie da Cistaceae encontrada é Crocanthemum brasiliense, conhecida como Papoula-do-campo, que ocorre principalmente nas regiões de altitude do Sul e Sudeste do país, destacando-se em ambientes como o Campo de Altitude e o Campo Rupestre na Mata Atlântica e no Pampa do Rio Grande do Sul.

## Morfologia
A família Cistaceae é composta por plantas que podem ser ervas (plantas pequenas) ou arbustos (plantas maiores), raramente sendo lianas (plantas trepadeiras). As folhas dessas plantas podem estar dispostas de maneira alternada (uma por vez ao longo do caule), opostas (duas folhas saindo do mesmo ponto) ou em grupos (chamados verticilos). Elas são simples, ou seja, não possuem partes divididas, e podem ou não ter pequenas estruturas chamadas estípulas nas suas bases.

### Folhas
Suas folhas podem ser alternadas e espiraladas ou opostas, simples, inteiras, com venação geralmente peninérvea, muitas vezes reduzidas com apenas uma nervura podendo ter ou não estípulas. Inflorescência determinadas, às vezes reduzida a uma flor terminal ou axilar.

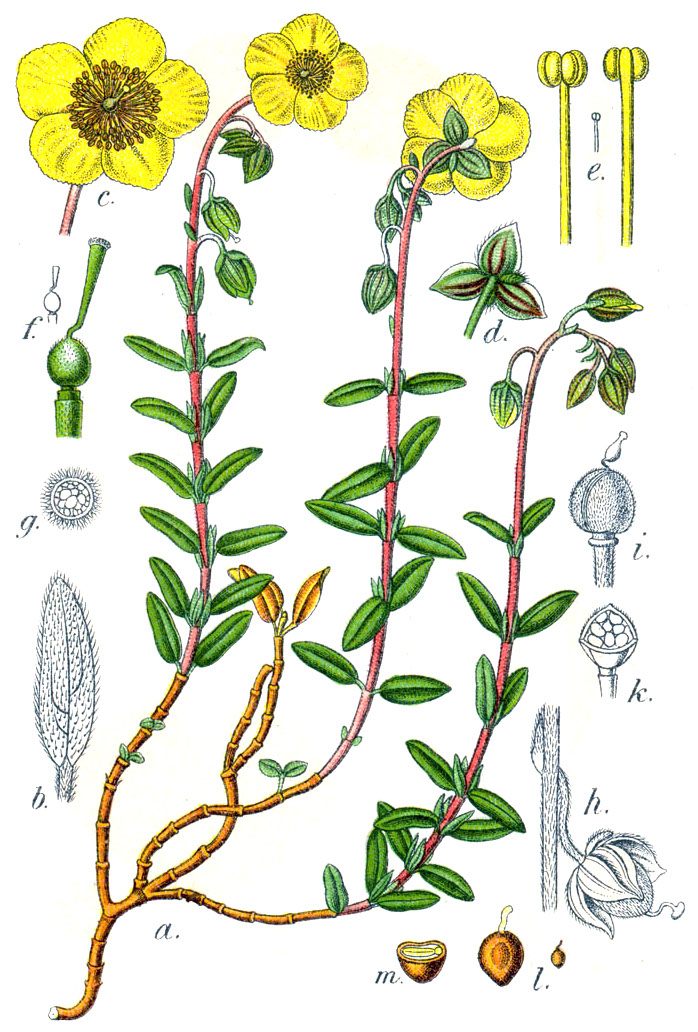
Ilustração Botânica evidenciando folhas alternas e peninérveas

### Flores
As flores podem aparecer em grupos chamados inflorescências, que podem ser do tipo racemo (onde as flores estão dispostas em uma linha ao longo do ramo) ou cima (onde as flores estão agrupadas nas extremidades dos ramos), e em alguns casos, a flor aparece sozinha. As flores dessas plantas não são muito chamativas, sendo mais discretas. Geralmente, elas são bissexuadas (têm partes femininas e masculinas na mesma flor), e podem ter simetria radial (onde a flor pode ser cortada de várias formas iguais) ou bilateral (com simetria de um lado apenas).
A coroa da flor (as pétalas) pode ter 3 a 5 partes, e suas pétalas se sobrepõem quando a flor está se formando. As sépalas (partes que protegem a flor antes de ela abrir) também podem ser de 3 a 5 partes, com as externas (mais externas) sendo bem diferentes das internas (mais próximas ao centro da flor).
Quanto aos estames (partes masculinas da flor), eles geralmente são numerosos e possuem anteras (as partes que produzem pólen) que têm aberturas por onde o pólen sai. Também pode haver um disco nectarífero (uma estrutura que produz néctar), mas isso nem sempre está presente. O ovário (parte feminina que contém as sementes) é geralmente composto por 3 a 10 partes, formando uma cápsula que contém as sementes. O fruto é do tipo cápsula, o que significa que, quando maduro, se abre para liberar as sementes.
As flores são vistosas (frequentemente amarelas brilhantes), atraindo abelhas, moscas ou coleópteros. Suas flores se abrem normalmente nos horários de maiores intensidades solares e permanecem abertas por um pequeno período. A dispersão das sementes se da pelo vento ou pela chuva.

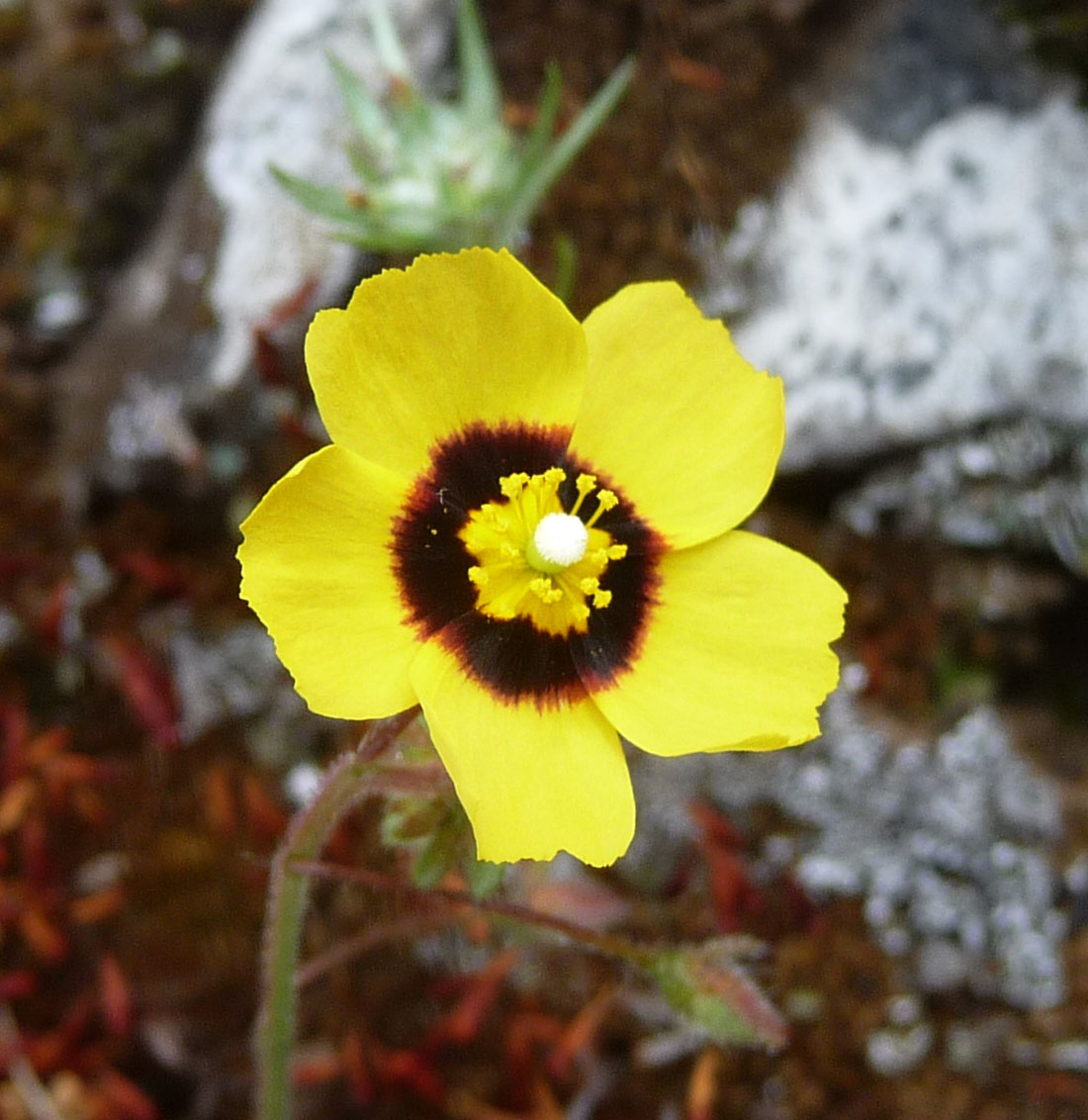
Flor de Tuberaria guttata

### Frutos
Possuem o fruto em forma de cápsula loculicida com o embrião diversamente curvado ou dobrado.

## Distribuição Taxonômica
A família Cistaceae pode ser dividida em 8 gêneros. Os principais gêneros dessa família são: 
- Helianthemum: com aproximadamente 116 espécies, são encontradas na Europa, América do Norte, América do Sul, África, Ásia temperada e Ásia tropical;
- Lechea: possui 18 espécies e são localizadas principalmente no leste da América do Norte e América do Sul;
- Cistus: um gênero que houve diversos avanços taxonômicos, possuindo 44 espécies e 6 espécies híbridas, podem ser encontrados na Europa, Norte da África e América do Norte;
- Hudsonia: são encontrados principalmente na América do Norte;

- Pakaraimaea: foram identificadas na América do Sul;
- Tuberaria: avistadas na África, América do Norte e Ásia temperada;
- Crocanthemum: possui ocorrências na América do Norte e América do Sul;
- Fumana: são encontradas na Europa, África e Ásia-temperada.

## Lista de espécies brasileiras
Cistaceae possui distribuição cosmopolita, concentrada na Região Temperada, incluindo oito gêneros e cerca de 200 espécies. No Brasil, ocorre uma única espécie, Crocanthemum brasiliense, principalmente em regiões de altitude do Sul e Sudeste. 
•        Gênero nativo: Crocanthemum (=Halimium, Helianthemum)

## Domínios e estados de ocorrência no Brasil
No Brasil, foi constatada somente uma espécie da família Cistaceae, chamada Crocanthemum brasiliense, popularmente conhecida como Papoula-do-campo. Essa planta é predominante na região sul do país, identificada em três estados: Paraná, Santa Catarina e Rio Grande do Sul. 
O domínio fitogeográfico desta planta ocorre no Brasil conforme descrito abaixo:
- Mata Atlântica, sendo os tipos de vegetação: Campo de Altitude, Campo Rupestre, Floresta Estacional Semidecidual e Vegetação Sobre Afloramentos Rochosos;
- Pampa: Vegetação campestre predominantemente herbácea ou subarbustiva e geralmente contínua. Ocupa 2.1% do território brasileiro, exclusivamente no Rio Grande do Sul, mas com extensões para a Argentina, Uruguai e leste do Paraguai (Boldrini 2009).

## Relações Filogenéticas
Análises moleculares confirmam que a família Cistaceae é monofilética, ou seja, todas as suas espécies compartilham um ancestral comum. Dentro da Cistaceae, uma análise filogenética revela uma sucessão de ramificações na árvore de consenso estrita. O gênero Fumana surge primeiro, seguido por Helianthemum, e, em seguida, por Tuberaria. As espécies de Halimium e Cistus formam um grupo monofilético, mas essa relação é amplamente não resolvida. Os resultados também confirmam que o gênero Helianthemum é monofilético e está intimamente relacionado a um clado que inclui todas as espécies de Cistus, Crocanthemum, Halimium, Hudsonia e Tuberaria, indicando uma relação irmã entre eles. 
A família Cistaceae tem um histórico evolutivo que remonta ao Cretáceo (aproximadamente 100 milhões de anos atrás), com uma diversificação significativa em áreas de clima mediterrâneo e subtropical. A diversificação das Cistaceae ocorreu principalmente após o levantamento de áreas montanhosas e a adaptação ao clima seco e quente dessas regiões, como é no caso das regiões mediterrâneas. 
A família Cistaceae está inserida na ordem Malvales, que inclui outras famílias notáveis como Malvaceae (hibiscos, malvas), Bombacaceae (baobás, durian), e Tiliaceae (limeira, tilia). Embora as Cistaceae compartilhem um clado comum com outras famílias de Malvales, elas possuem algumas características distintas que as separam, como a estrutura floral (principalmente a simetria das flores e a forma das pétalas). 
Dentro da Cistaceae, os gêneros são classificados em dois principais grupos filogenéticos:
•        Gêneros do gênero Cistus: O gênero Cistus é um dos principais da família, com espécies que possuem características morfológicas específicas e estão amplamente distribuídas nas regiões mediterrâneas.
•        Gêneros relacionados como Halimium, Helianthemum e outros: Outros gêneros como Halimium e Helianthemum estão mais intimamente relacionados com Cistus, mas possuem adaptações específicas a diferentes ecossistemas, como solos mais áridos ou pedregosos.